# Manuel Neuer
Manuel Peter Neuer (pronúncia alemã: [ˈmaːnu̯eːl ˈnɔʏ.ɐ , -ɛl -]; Gelsenkirchen, 27 de março de 1986) é um futebolista alemão que atua como goleiro. Atualmente, joga pelo Bayern de Munique. É amplamente considerado como um dos melhores goleiros deste século, bem como um dos melhores da história.
Conhecido mundialmente por suas excelentes habilidades à queima-roupa, jogo com os pés, força, precisão na distribuição da bola, comando da movimentação na área e um estilo flexível e rápido de jogo que antecipa os atacantes adversários, é considerado por muitos como um dos melhores arqueiros de todos os tempos.
Neuer integrou a Seleção Alemã que disputou e venceu a vigésima edição da Copa do Mundo FIFA de 2014, realizada no Brasil. Considerado o melhor goleiro da temporada de 2013, 2014, 2015, 2016 e 2020 pela Federação Internacional de História e Estatísticas do Futebol (IFFHS). Manu, como é conhecido entre parentes e amigos, ganhou também o título de melhor goleiro da Copa do Mundo (2014).
Manuel é conhecido por ser um goleiro que também atua como líbero, constantemente saindo de sua posição e se adiantando para surpreender o ataque adversário.
Além de seu trabalho como goleiro, ele é envolvido em causas filantrópicas: atua no combate a homofobia no futebol e na defesa dos direitos das crianças. Possui uma fundação chamada Manuel Neuer Kids.

## Vida pessoal
Manuel Neuer nasceu em Gelsenkirchen, Renânia do Norte-Vestfália. Ele participou da Gesamtschule Berger Feld, como muitos outros jogadores notáveis, como Mesut Özil. Seu irmão mais velho, Marcel, foi árbitro de futebol na Verbandsliga e atualmente preside o comitê de arbitragem da Associação de Futebol e Atletismo da Vestfália. Ele conseguiu seu primeira bola aos dois anos de idade e participou de seu primeiro jogo em 3 de março de 1991, 24 dias antes de seu quinto aniversário. O herói e ídolo de Neuer quando criança era o alemão e ex-goleiro do Schalke, Jens Lehmann. Paralelamente ao futebol, Neuer também jogou tênis em sua juventude e até hoje pratica o esporte como hobby.
Manuel é católico e ajuda um grupo de ação social católica, com sede em Gelsenkirchen, que faz campanha contra a pobreza infantil, além de um clube juvenil de Gelsenkirchen, dirigido pelos amigonianos. O goleiro possui uma fundação de caridade para crianças, chamada Fundação Manuel Neuer Kids. Em novembro de 2011, ele ganhou €500.000 para suas instituições de caridade em uma edição de celebridade do Wer wird Millionär?, a versão alemã de Who Wants to Be a Millionaire?
Em 21 de maio de 2017, Manuel se casou com Nina Weiss, com quem namorava desde 2015, em Tannheim, na Áustria, em uma cerimônia civil, seguida por um casamento na igreja na Catedral de Santissima della Madia em Monopoli, Itália, em 10 de junho. O casal se separou em 2020. Em 14 de março de 2024, nasceu o primeiro filho do atleta, Luca, fruto de seu relacionamento com a jogadora de handebol Anika Bissel. 
Após uma tradução incorreta de sua afirmação "seria bom se um jogador de futebol profissional se assumisse porque ajudaria outros a fazer o mesmo", uma publicação sul-americana concluiu que ele era gay, o que foi adotado por muitos outros meios de comunicação e desde então, tem sido amplamente acreditado no mundo de língua espanhola. O México foi multado pelos cânticos homofóbicos de seus fãs quando Manuel teve a bola durante a partida da Copa do Mundo em 2018.
Em 2022, ao lançar uma linha de produtos de proteção solar em parceria com a tenista Angelique Kerber, afirmou ter tido problemas de saúde relacionados a um câncer de pele, tendo recorrido a procedimentos cirúrgicos para auxiliar na questão. 

## Carreira

### Clubes

#### Schalke 04
Após mais de 10 anos atuando nas categorias de base do Schalke, Neuer assinou seu primeiro contrato profissional em 2005. Fez sua estreia na Bundesliga na 2ª rodada da temporada 2006-07. Aos poucos, foi ocupando a vaga de titular antes pertencente a Frank Rost.
Em 5 de março de 2008, nas oitavas-de-final da UEFA Champions League 2007-08, contra o Porto, Neuer destacou-se ao realizar algumas boas defesas, levando o jogo para a disputa por pênaltis. Nos pênaltis, ele defendeu as cobranças de Bruno Alves e Lisandro López, decretando a classificação dos alemães às quartas-de-final.
Nas semi-finais da Champions League 2010-11, Neuer chamou a atenção da mídia esportiva após fazer grandes defesas na partida de ida contra o Manchester United, evitando uma derrota ainda maior que o 2-0. No jogo de volta, o time inglês acabou se classificando. Essa foi a melhor temporada da carreira de Neuer, que atualmente é considerado o melhor goleiro do mundo e tem sido envolvido em diversas especulações de transferências para grandes clubes do futebol europeu.Sendo para alguns melhor goleiro de todos os tempos

#### Bayern de Munique
Em 1 de junho de 2011, após muitas especulações, foi oficializada a contratação de Neuer pelo Bayern de Munique, com um valor estimado em 18 milhões de euros. O contrato será de cinco anos, até o final de 2016. No dia 1º de outubro de 2011, Neuer superou a marca de Oliver Kahn e completou 1018 minutos sem sofrer gols pela Bundesliga. O primeiro e único gol sofrido por Neuer foi em sua estreia pelo time de Munique contra o Borussia Mönchengladbach, na primeira rodada da Bundesliga, dia 7 de agosto.
Na final da mesma temporada contra o Chelsea porém, destacou-se menos, onde sofre um gol considerado uma falha de sua parte. O Bayern então viria a empatar o jogo por 1-1 seguindo até a cobrança alternada de pênaltis onde defenderia um chute de Mata e surpreendentemente realizaria o feito de cobrar o terceiro pênalti do Bayern e converter na meta de Petr Čech, o guarda-redes checo porém brilhou sobre ele ao defender o pênalti de Ivica Olić e após Bastian Schweinsteiger desperdiçar sua cobrança, Neuer então ficou com a pressão de defender o pênalti de Didier Drogba, algo que não conseguiu, o Chelsea então conquistou o título inédito de virada nos pênaltis sobre o Bayern de Munique que jogava em casa.
Em 16 de fevereiro de 2013, Manuel Neuer, durante a vitória do seu time sobre o Wolfsburg, por 2-0. O jogador calçou suas luvas mas, em vez dos cinco dedos, elas contavam apenas com quatro na mão direita. A novidade juntava o dedo indicador com o médio devido a uma lesão sofrida pelo guarda-redes. Um dos dedos serviu para dar sustentação ao dedo lesionado.Ficou sem sofrer gols por 22 partidas e sem sofrer gols durante toda a temporada de 2012-13.
Em janeiro de 2014, Neuer ganhou a luva de ouro da FIFA, muitos pontos a frente do italiano Buffon Foi um dos três finalistas da premiação máxima do futebol mundial, o FIFA Ballon d'Or de 2014, onde obteve a terceira posição.

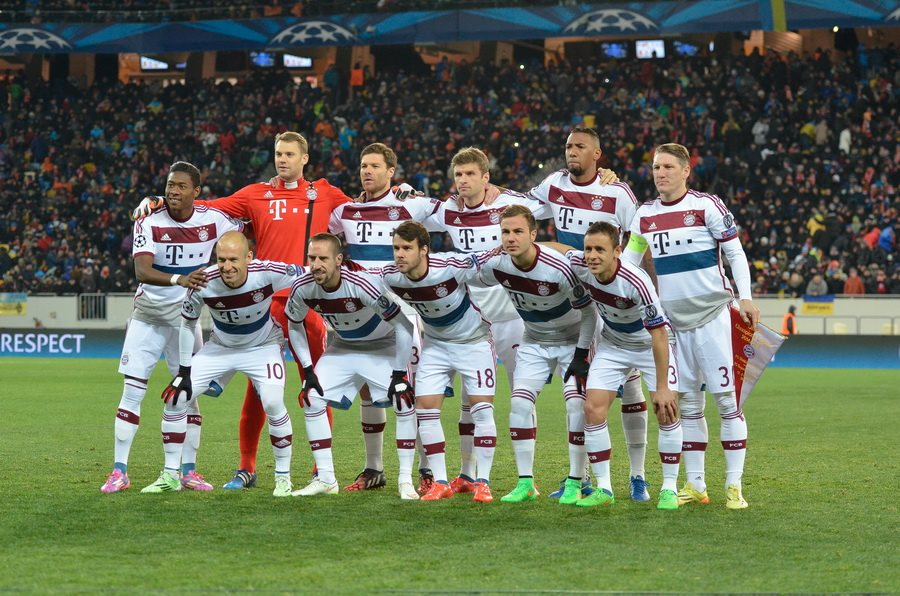
A equipa do Bayern em 2015 liderada por Manuel Neuer.

Como capitão, levantou a taça da Liga dos Campeões da UEFA de 2019-20 no Estádio da Luz, sendo essencial para a conquista do octacampeonato bávaro após realizar grandes defesas na partida contra o Paris Saint-Germain e ser eleito pelo site Irish Mirror e Give Me Sport como Man of the Match.

### Seleção nacional da Alemanha
Pela Seleção Alemã, Neuer passou por todas as etapas das categorias de base desde o Sub-18.
Sua estreia pela seleção principal ocorreu em 2 de junho de 2009, contra os Emirados Árabes, durante uma turnê do Nationalelf pela Ásia.
No ano seguinte, foi convocado por Joachim Löw para a Copa do Mundo, na África do Sul. Titular em todas as partidas, durante a fase de grupos sofreu apenas um gol, no jogo contra a Sérvia. Os alemães acabaram derrotados pela Espanha nas semifinais, e os espanhóis viriam a ser campeões mundiais.

Desfalcou sua seleção após uma lesão em 13 de agosto de 2012, em um amistoso contra Argentina. O motivo do corte foi uma pequena lesão na pélvis sofrida na decisão da Supercopa Alemã, no domingo, quando o Bayern de Munique derrotou o Borussia Dortmund por 2 a 1.

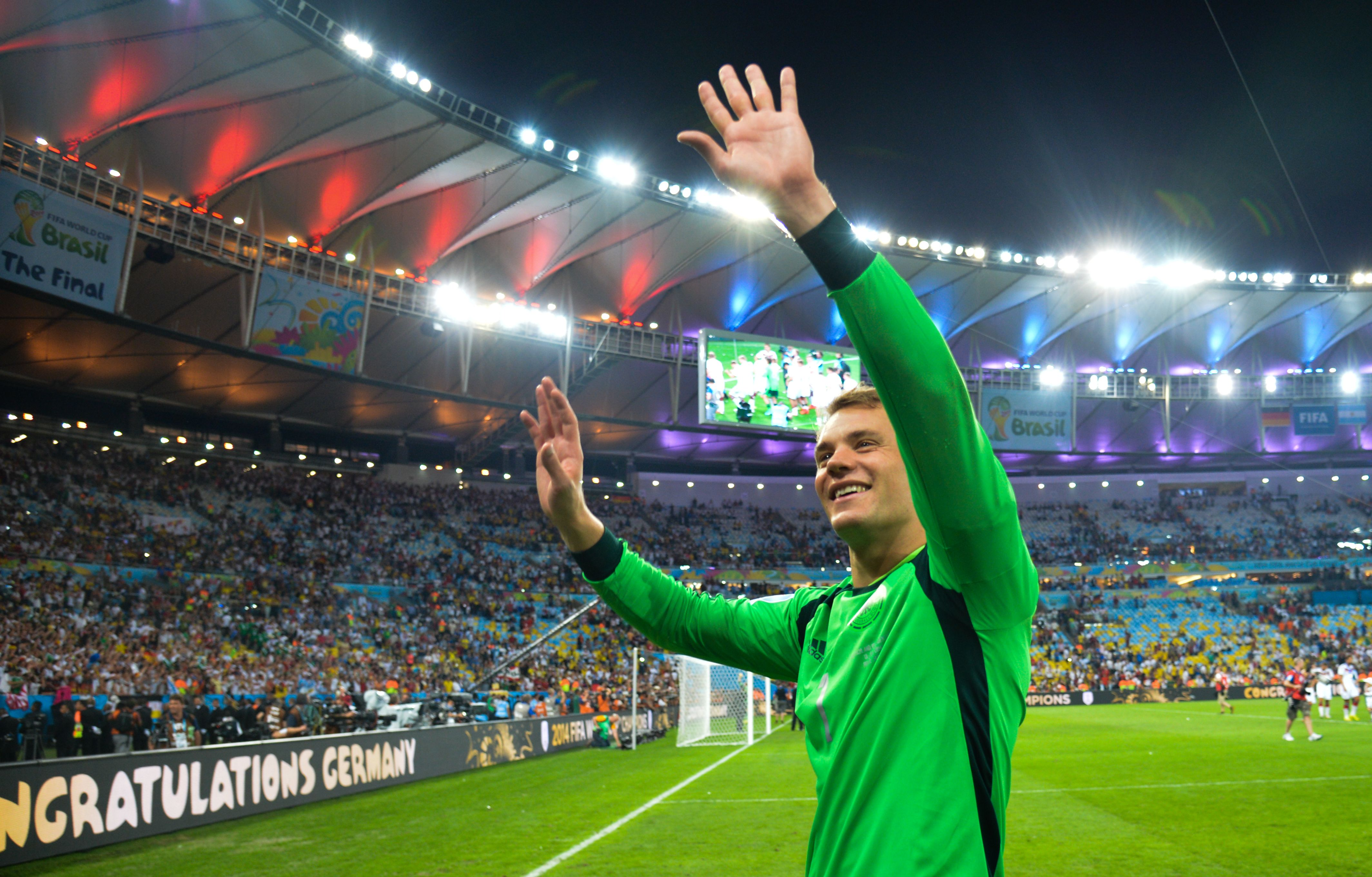
Manuel Neuer acenando após a final da Copa do Mundo de Futebol de 2014.

Novamente titular na Copa do Mundo FIFA de 2014, sagrou-se tetracampeão mundial. Ele jogou em todos os sete jogos da Copa do Mundo, incluindo a vitória por 7 a 1 na semifinal sobre o Brasil.
Durante a Copa do Mundo de 2014 no Brasil, Neuer, no auge de sua forma, encadeou atuações de alto nível, notadamente nas oitavas de final contra a Argélia, onde salvou a seleção alemã, então contra a seleção francesa nos quartos-de-final, com destaque para uma paragem decisiva sobre Karim Benzema nos últimos minutos. Na final contra a Argentina, Neuer é menos requisitado.
Foi premiado com a Luva de Ouro de melhor goleiro do certame.

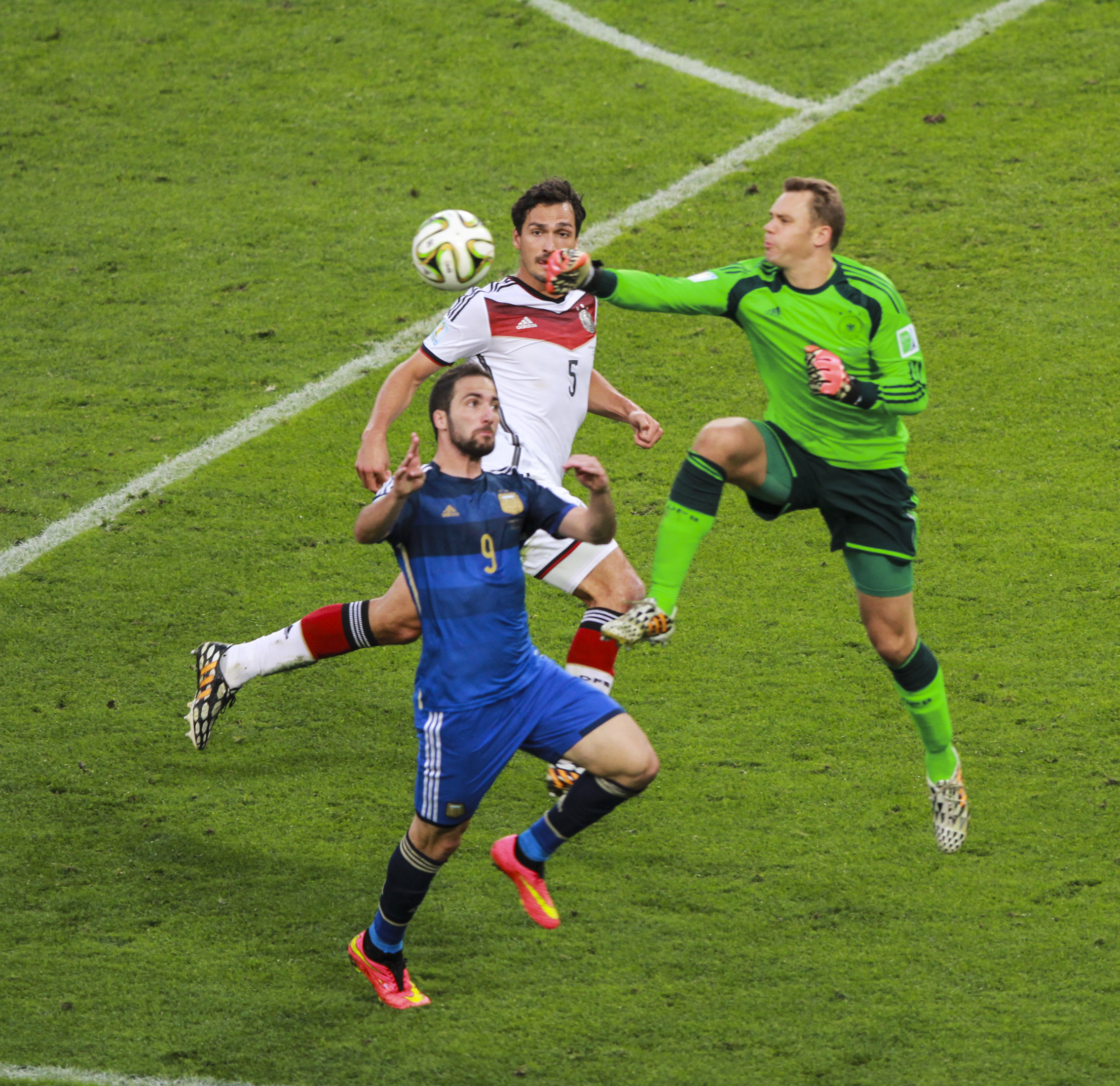
Neuer dividindo com Gonzalo Higuaín durante a final da Copa do Mundo de 2014 entre Alemanha e Argentina.

Na Eurocopa de 2016 assumiu a capitania da equipe no lugar de Bastian Schweinsteiger nas partidas em que este não atuou entre os titulares.Após a aposentadoria deste após a competição, Neuer assumiu a braçadeira em definitivo.
Em 4 de junho de 2018, o técnico Joachim Löw o incluiu Neuer na lista dos 23 convocados para a Copa do Mundo.A Copa do Mundo de 2018 foi o primeiro torneio de Neuer como capitão da Seleção Alemã. Embora Neuer só tenha conseguido jogar alguns amistososo pré Copa, ele foi escolhido como goleiro titular. Nas partidas do grupo, Neuer não comprometeu, porém, a Alemanha foi eliminada pela primeira vez na história da Copa do Mundo após a primeira fase.
Em 10 de novembro de 2022, Neuer  foi convocado por Hansi Flick para participar da Copa do Mundo de 2022.
Neuer junto com a seleção voltaram a ser eliminados, depois de 2018, na fase preliminar da Copa do Mundo. Apesar de vencer a Costa Rica por 4 a 2, a Alemanha terminou apenas em terceiro lugar no Grupo E, com o Japão surpreendentemente derrotando a Espanha simultaneamente. Depois de três jogos com apenas esta vitória.
Manuel Neuer se tornou o goleiro com o maior número de jogos em Copas do Mundo quando entrou em campo contra Costa Rica, ele completou sua 19ª partida em Copas do Mundo, passando Sepp Maier, e o brasileiro Claudio Taffarel, que jogaram 18 vezes cada um em Copas do Mundo.

### Participações em Copas do Mundo
| Mundial                    | Sede          | Resultado      | Golos sofridos |
| -------------------------- | ------------- | -------------- | -------------- |
| Copa do Mundo FIFA de 2010 | África do Sul | Terceiro lugar | 5              |
| Copa do Mundo FIFA de 2014 | Brasil        | Campeão        | 4              |
| Copa do Mundo FIFA de 2018 | Rússia        | Primeira fase  | 4              |
| Copa do Mundo FIFA de 2022 | Catar         | Primeira fase  | 5              |

## Títulos
Schalke 04
- Copa da Alemanha: 2010–11
- Copa da Liga Alemã: 2005

Bayern de Munique
- Campeonato Alemão: 2012–13, 2013–14, 2014–15, 2015–16, 2016–17, 2017–18, 2018–19, 2019–20, 2020–21, 2021–22 e 2022–23, 2024–25[41]
- Copa da Alemanha: 2012–13, 2013–14, 2015–16, 2018–19, 2019–20
- Supercopa da Alemanha: 2012, 2016, 2018, 2020, 2021, 2022, 2025[42]
- Liga dos Campeões da UEFA: 2012–13, 2019–20
- Supercopa da UEFA: 2013, 2020
- Copa do Mundo de Clubes da FIFA: 2013, 2020

Seleção Alemã
- UEFA Euro Sub-21: 2009
- Copa do Mundo FIFA: 2014

### Prêmios individuais
- Melhor Goleiro da Bundesliga: 2007
- Futebolista Alemão do Ano: 2011, 2014
- FIFPro World XI: 2013, 2014, 2015, 2016
- Time do Ano da UEFA: 2013, 2014, 2015, 2020
- Melhor goleiro do mundo pela IFFHS: 2013, 2014, 2015, 2016, 2020
- Onze d'or da Copa do Mundo FIFA de 2014
- Melhor Goleiro (Luva de Ouro FIFA) da Copa do Mundo: 2014
- 18.º melhor jogador do ano de 2016 (The Guardian)[43]
- 42.º melhor jogador do ano de 2016 (Marca)[44]
- Equipe ideal da Liga dos Campeões da UEFA: 2019–20[45]
- Bola de Ouro Dream Team: Melhor goleiro da História - terceiro esquadrão
- Seleção da década (2011 - 2020) pela IFFHS[46]
- Melhor Goleiro de Clubes da UEFA: 2019–20
- Melhor Goleiro do Mundo da FIFA: 2020

## Outras atividades
Já participou de diversos programas e comerciais de TV, seja como estrela principal ou ao lado de seus companheiros de seleção, como Mesut Özil e Mats Hummels, por exemplo. Em 2012, o jogador participou da versão alemã do programa Who Wants to Be a Millionaire?, no qual ganhou quinhentos mil euros, dinheiro esse que foi totalmente doado para instituições de caridade que apoia.